# Asclerosibutia reducta
Asclerosibutia reducta es una especie de coleóptero de la familia Oedemeridae.

## Distribución geográfica
Habita en Camerún.